# AV-110
La AV-110 es una carretera autonómica de Castilla y León (España) cuyo recorrido transcurre por la provincia de Ávila.

## Características

Cajetín de la vía

Perteneciente a la Red Complementaria Preferente de la Junta de Castilla y León, cuenta con una longitud total de 52,264 km.
Parte desde la N-501 cerca de Ávila y finaliza en la AV-105. Recorre por la vertiente norte la Sierra de Ávila. Pasa por Martiherrero, atraviesa el río Villaflor, enlace con la carretera que sube a Sanchorreja, Ermita de Nuestra Señora de Rihondo, Chamartín de la Sierra, donde se localiza el Castro de la Mesa de Miranda,  Cillán, atraviesa el río Almar, Muñico, enlace con la AV-120 que sube al Puerto de las Fuentes, previo paso por San Juan del Olmo,  Gallegos de Sobrinos, el río Navazamplón, Cabezas del Villar, y enlaza con la AV-105, casi en el límite con la provincia de Salamanca.